# Andrzej Firlej (zm. 1661)
Andrzej Firlej z Dąbrowicy herbu Lewart (zm. w 1661 roku) – magnat, kasztelan lubelski w latach 1654–1661, poseł na sejm w 1650 roku, rotmistrz królewski.
Był synem wojewody sandomierskiego Mikołaja i Reginy z Oleśnickich. Właściciel Markuszowa, Pożarowa, Kopiny, Suchowoli, Wólki Zdunkówki, Przewłoki, Jastkowa, Motyczy, Dąbrowicy, Płouszowic, Sławina, części w Giszowicach i Świerzach.